# Михайлівська сільська рада (Олександрійський район)
| Михайлівська сільська рада — колишній орган місцевого самоврядування у Олександрійському районі Кіровоградської області з адміністративним центром у с. Михайлівка. Сільській раді підпорядковані населені пункти: - с. Михайлівка - с. Пахарівка - с. Тарасівка |

## Склад ради
Рада складається з 12 депутатів та голови.

### Керівний склад ради
| ПІБ                       | Основні відомості                                                 | Дата обрання | Дата звільнення |
| ------------------------- | ----------------------------------------------------------------- | ------------ | --------------- |
| Кулібаба Сергій Борисович | Сільський голова, 1963 року народження, освіта, безпартійний      | 26.03.2006   | 31.10.2010      |
| Кулібаба Сергій Борисович | Сільський голова, 1963 року народження, освіта вища, безпартійний | 31.10.2010   | 25.10.2015      |

Примітка: таблиця складена за даними джерела

## Населення
Згідно з переписом УРСР 1989 року чисельність наявного населення села становила 1719 осіб, з яких 753 чоловіки та 966 жінок.
За переписом населення України 2001 року в селі мешкали 763 особи.

### Мова
Розподіл населення за рідною мовою за даними перепису 2001 року:
| Мова       | Відсоток |
| ---------- | -------- |
| українська | 95,30 %  |
| російська  | 2,69 %   |
| вірменська | 0,54 %   |
| білоруська | 0,27 %   |
| молдовська | 0,13 %   |
| інші       | 1,07 %   |